# Sphodromantis centralis
Sphodromantis centralis es una especie de mantis de la familia Mantidae.

## Distribución geográfica
Se encuentra en Etiopía, Kenia, Ruanda, Burundi, Tanzania, Uganda y República Centroafricana.